# Čihadla (les)
Les Čihadla je méně známý pražský les na vrchu Horka (254 m n. m.). Ten se zvedá mezi suchým poldrem Čihadla (jižně od vrcholu) a Kyjským rybníkem (severozápadně od vrcholu). Stejně jako rybník a poldr je také celý zalesněný vrch součástí přírodního parku Klánovice-Čihadla.

## Historie a popis
Názvem Čihadla je v dobovém pravopisu jako Czihadla, případně Cšíhadla, území dnešního lesa označeno už ve Stabilním katastru roku 1841, kdy patřilo k panství Uhříněves, jehož majiteli byli Lichtenštejnové. Svahy nad Kyjským rybníkem, tedy Čihadla i protější Lehovec, byly zalesňovány především v padesátých letech 20. století, převážně akátem, dubem a habrem. Severní výběžek lesa sahající k ulici Broumarská vznikl zalesněním bývalé skládky. Celý vrch Horka je dokola obklopen již vzrostlým lesem, pouze do severovýchodní čtvrtiny výrazněji zasahuje bytová zástavba Černého Mostu. V horní části vrchu je velká louka se solitérními stromy a vedením vysokého napětí, které od roku 2018 dominuje rozhledna Doubravka.  
Po hřebeni vrchu i napříč lesem vede několik stezek, dětem je určena naučná stezka „Zastavení s malou vílou Mimi“ vedoucí kolem celého vrchu. Pod jižním svahem kopce je v sousedství lesa suchý poldr Čihadla s plochou bezmála 27 ha, postavený v 80. letech 20. století. Je největším suchým poldrem v Praze a především pozoruhodným uměle vytvořeným ekosystémem.